# کالتون (واشینگتن)
کالتون (به انگلیسی: Colton) یک منطقهٔ مسکونی در ایالات متحده آمریکا است که در شهرستان ویتمن، واشینگتن واقع شده‌است. کالتون ۱٫۶۰ کیلومتر مربع مساحت و ۴۱۸ نفر جمعیت دارد و ۷۸۱ متر بالاتر از سطح دریا واقع شده‌است.